# Järveotsa järv
Järveotsa järv är en sjö i Estland.   Den ligger i landskapet Harjumaa, i den västra delen av landet, 50 km sydväst om huvudstaden Tallinn. Järveotsa järv ligger 53 meter över havet.  I omgivningarna runt Järveotsa järv växer i huvudsak blandskog.